# Haematomma stevensiae
Haematomma stevensiae är en lavart som beskrevs av R. W. Rogers. Haematomma stevensiae ingår i släktet Haematomma och familjen Haematommataceae.   Inga underarter finns listade i Catalogue of Life.